# Gymnopternus ovaticornis
Gymnopternus ovaticornis är en tvåvingeart som först beskrevs av Van Duzee 1933.  Gymnopternus ovaticornis ingår i släktet Gymnopternus och familjen styltflugor.
Artens utbredningsområde är New Jersey. Inga underarter finns listade i Catalogue of Life.